# Stratton Hall
Stratton Hall – civil parish w Anglii, w hrabstwie Suffolk, w dystrykcie East Suffolk. Miejscowość liczy 26 mieszkańców.